# 曼彻斯特市中心
Coordinates: 53.479167°N 2.244167°W （页面存档备份，存于）
曼彻斯特市中心是英国曼彻斯特都市自治市的中央商务区。截止2011年，城内拥有17861人。
曼彻斯特市中心发源于古罗马时代的城堡，临近两河汇流处。在中世纪曼彻斯特只是一个小镇，1819年这里发生了彼得卢屠杀。1853年，曼彻斯特被授予城市的地位，工业革命以后，市中心成为全球棉花贸易的中心，在维多利亚时代建起了气势雄伟的商业建筑，如皇家交易所、谷物交易所，自由贸易厅和大北仓库。20世纪中叶期间，由于棉花贸易衰落和德军大轰炸的影响，曼彻斯特市中心经济衰退。1962年CIS 塔竣工，为当时英国的最高建筑。
市中心充当运输交汇处的大曼彻斯特和超过700万的人住它的一个小时的车程。1996年曼彻斯特爆炸案发生在市中心，并在零售，休闲，办公和城市生活好转的重建提供了动力。市中心的经济主要是建立在零售和服务，占比近40％的伦敦以外甲级市中心的办公空间。

## 市中心风光

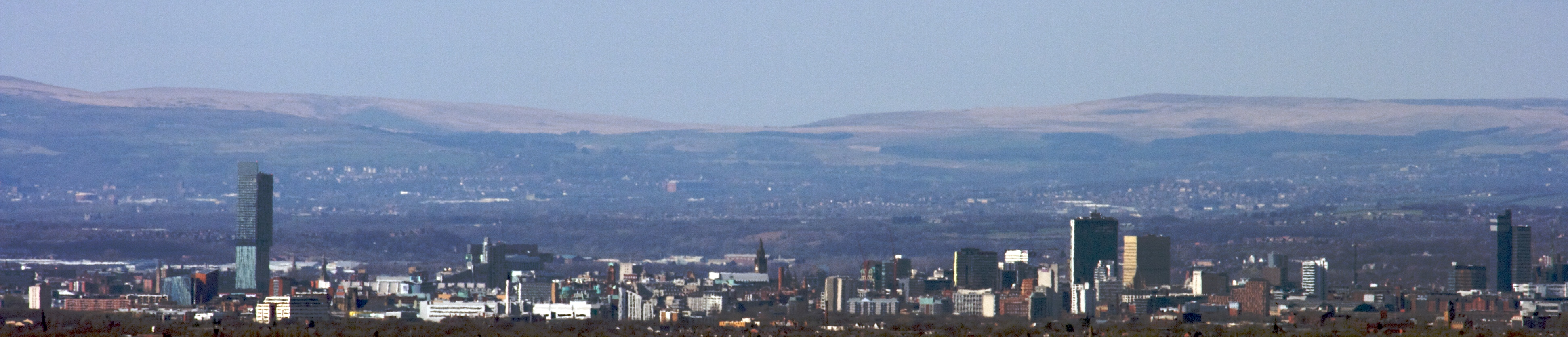
2009年曼彻斯特市中心的天际线

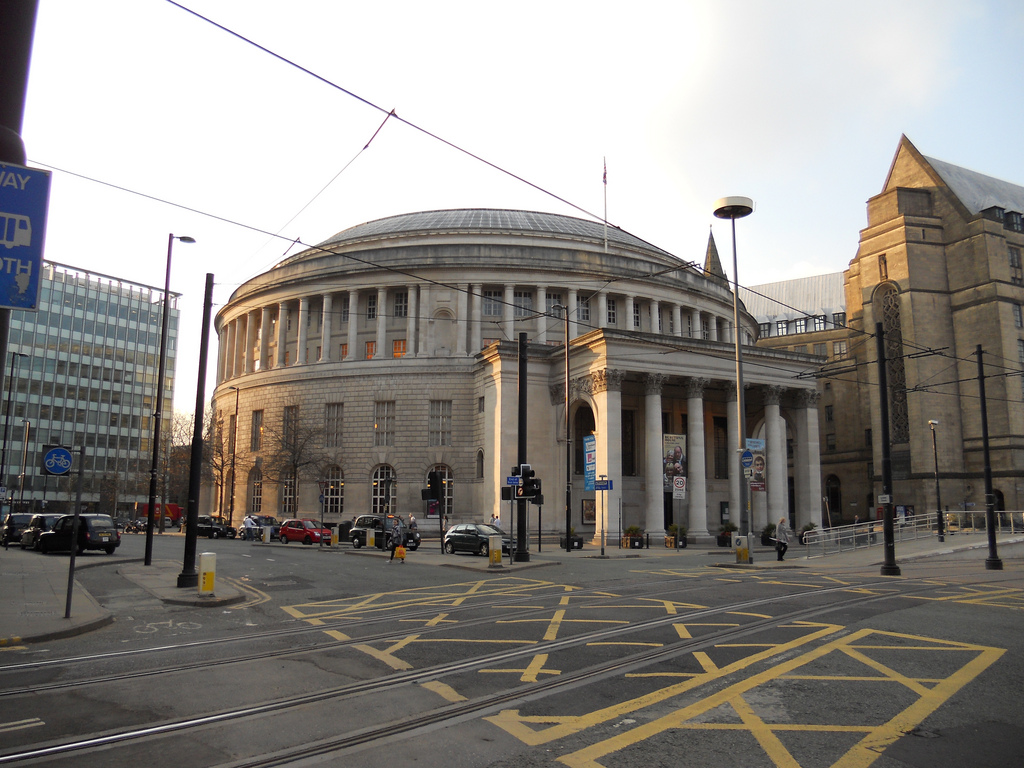
曼彻斯特中央图书馆
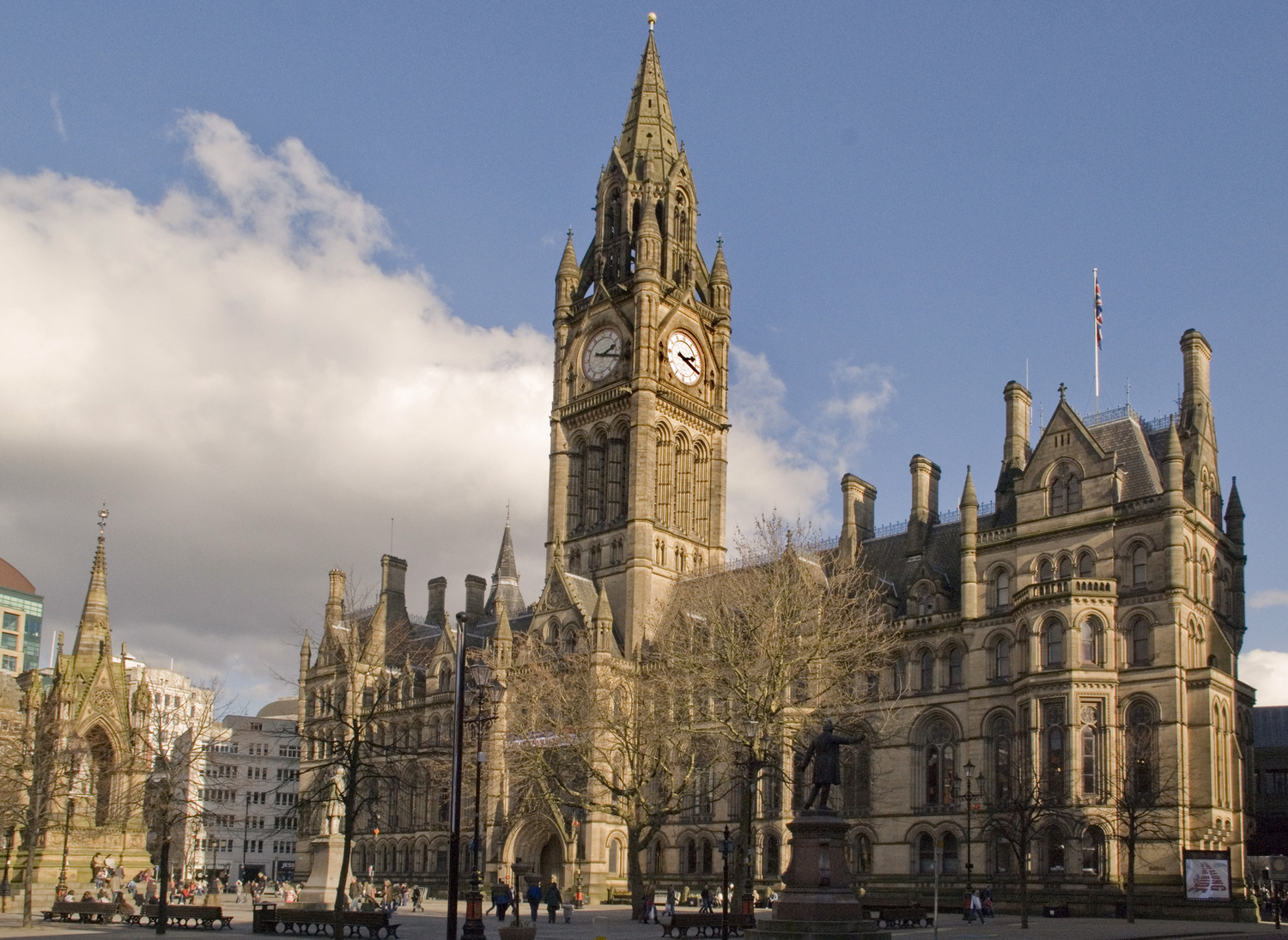
曼彻斯特市政厅
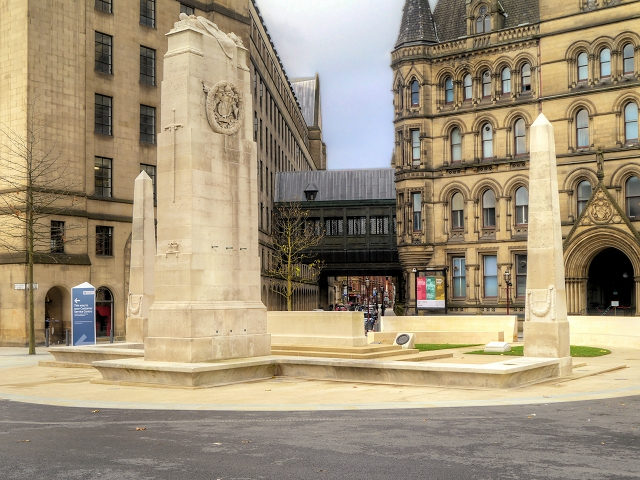
曼彻斯特纪念碑
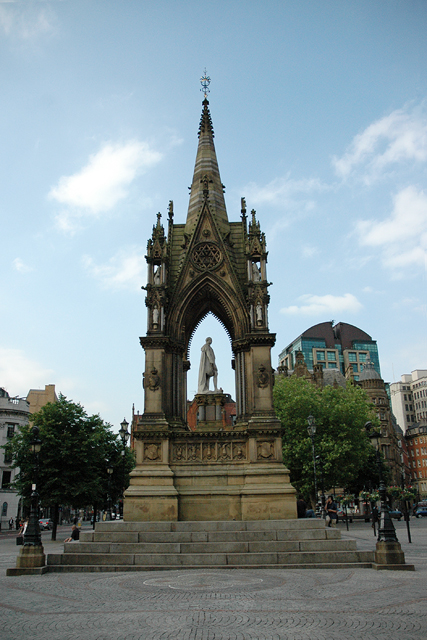
阿尔伯特广场
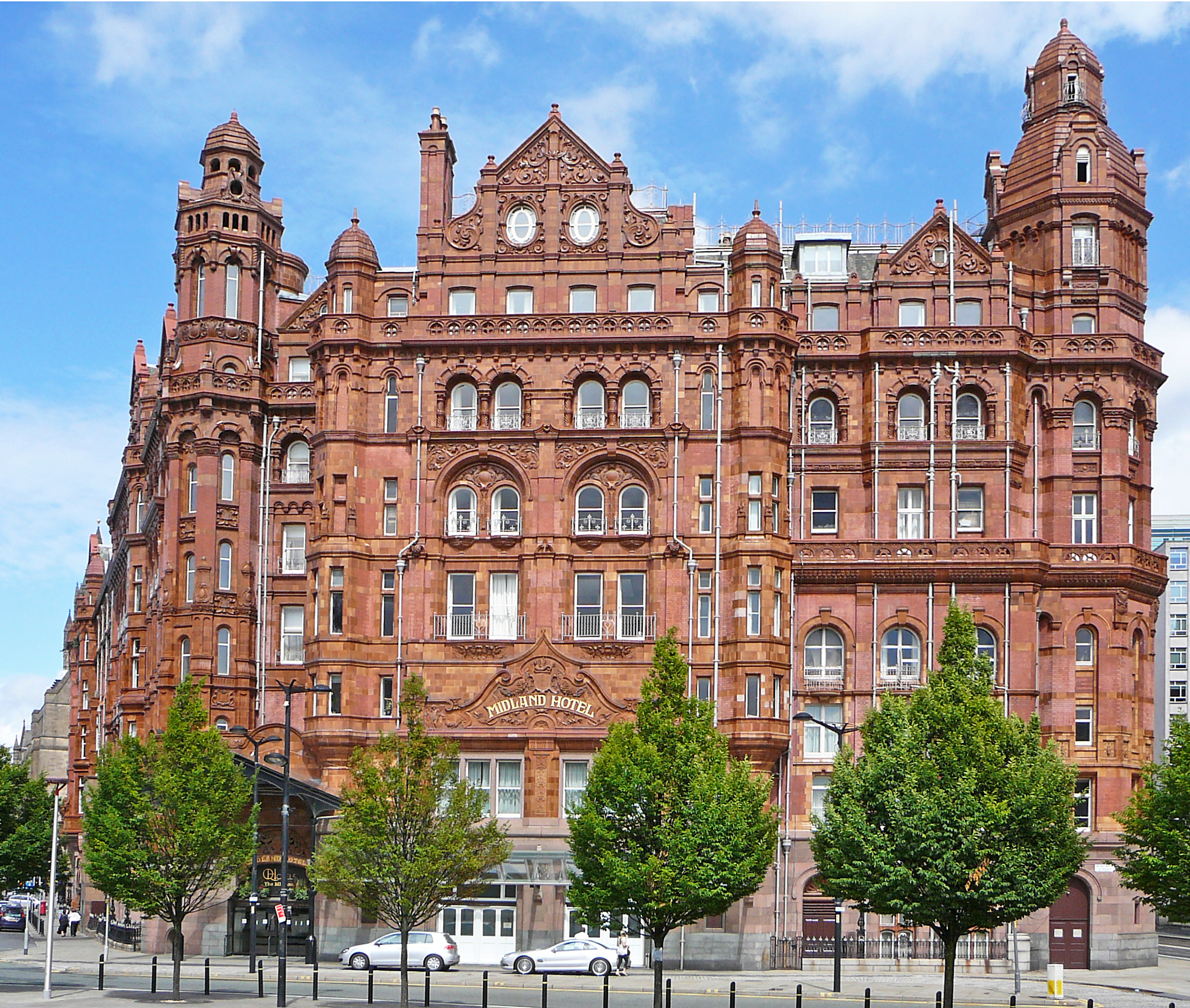
米德兰酒店
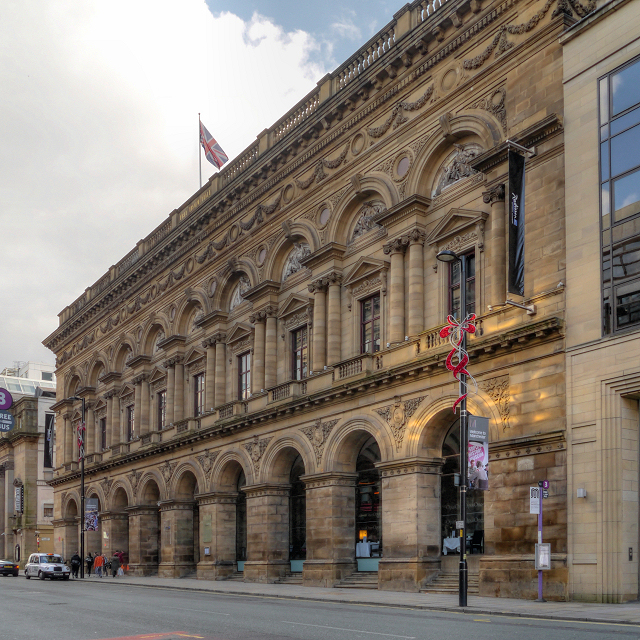
自由贸易厅

| - 曼彻斯特美术馆 | - 人民历史博物馆 | - 科学产业博物馆 | - 国家足球博物馆 |
| ---------------- | ---------------- | ---------------- | ---------------- |